# Dörgön (Hovd)
Dörgön (em mongol:  Дөргөн) é um distrito (sum) da Mongólia localizado na província de Khovd.